# William Carvalho
Pour les articles homonymes, voir Carvalho.
William Silva de Carvalho, plus connu sous le nom de William Carvalho, né le 7 avril 1992 à Luanda en Angola, est un footballeur international portugais évoluant au poste de milieu défensif au CF Pachuca.
Sélectionné en équipe du Portugal dans chaque catégorie d'âge depuis son adolescence, il est le capitaine de la formation des moins de 21 ans lors du championnat d'Europe espoir de 2015, où la Seleção termine sur la deuxième marche du podium et dont il fut élu meilleur joueur de la compétition. 
C'est en novembre 2013 que William Carvalho fait ses débuts en sélection A, dirigée par Paulo Bento, lors des matchs de barrage de la Coupe du monde 2014 face à la Suède. 
À la suite de bonnes performances avec le Sporting Portugal, lors de la saison 2013-2014, William Carvalho devient titulaire en sélection A en phase finale de la Coupe du monde 2014 au Brésil.
William Carvalho est un joueur influent au cœur du milieu de terrain du Real Betis, lui valant ainsi plusieurs surnoms de la presse portugaise tels que Rei William, Princípe William ou encore Sir William..
Le 31 août 2016, après avoir remporté l'Euro en France avec la Seleção, William Carvalho est nommé Commandant de l'Ordre du Mérite par le Président de la République Marcelo Rebelo de Sousa.

## Biographie

### Famille
Né dans le quartier Sambizanga de Luanda, les parents de William Carvalho quittent l'Angola à ses deux ans et immigrent au Portugal. C'est dans les quartiers de Mira-Sintra, en banlieue de Lisbonne, que William commence à jouer au football, sur les bords de routes de sa cité à l'aide de pierres et de cailloux en guise de buts et de ballons.
C'est donc dans les clubs du Recreios Desportivos de Algueirão et de l'União Sport Clube Mira Sintra qu'il fait ses débuts sur les terrains avant d'intégrer l'Academia Sporting, centre de formation du Sporting Portugal, son club préféré, à l'adolescence. Il refuse au préalable une offre du Benfica Lisbonne.
William Carvalho devient alors professionnel en 2011, comme l'avait été son grand-père Praia et son oncle Alfonso dans le club angolais de Progresso Associação do Sambizanga.

### En club

#### Sporting CP
William Carvalho est un pur produit du Centre de formation du Sporting Portugal qu'il intègre en 2005 à l'âge de 13 ans. Après être passé par les différentes catégories de jeunes, il côtoie l'équipe première durant la saison 2010-11 durant laquelle il dispute son premier match dans le championnat portugais de première division, le 3 avril 2011, en entrant en jeu à la 89e minute de jeu sur la pelouse du Vitória Sport Clube. La saison suivante, William est prêté au Centro Desportivo de Fátima en troisième division nationale. Ses bonnes performances entraîneront son prêt dès le mois de janvier suivant au Cercle Bruges KSV, en première division belge. 
Immédiatement, William Carvalho se fait un nom en Belgique, si bien qu'il y est de nouveau prêté pour s'aguerrir l'intégralité de la saison suivante, en 2012-2013. Jouant avec régularité, ses performances attirent l'attention des responsables du Sporting, et est invité à revenir dans son club formateur. Observé par le nouvel entraîneur du Sporting, Leonardo Jardim, durant la préparation de la saison 2013-2014, il fait forte impression lors de différents matchs amicaux de préparation et s'impose comme titulaire indiscutable lors des premiers matchs officiels de la saison. Sa technique et ses qualités de jeu le conduiront à une pré-convocation du sélectionneur de la sélection portugaise, Paulo Bento, lors des éliminatoires de la coupe du monde 2014 organisée au Brésil.

Récompensant son début de saison 2013-2014 réussit, il fut élu meilleur jeune joueur du championnat portugais pour les mois d'août et septembre 2013.
Le 8 novembre 2013, il est appelé pour la première fois en sélection A par Paulo Bento lors des deux matchs de barrages pour la Coupe du monde 2014 contre la Suède de Zlatan Ibrahimovic. Quelques jours plus tôt (27 octobre 2013), il avait marqué son premier but en équipe première du Sporting sur la pelouse du FC Porto étant par ailleurs considéré par tous les spécialistes comme le meilleur élément de son équipe dans cette rencontre difficile. Le 19 novembre, dans un match compliqué, au retour des barrages pour la Coupe du monde 2014, en Suède, Paulo Bento le fait entrer à la 73e minute, lui permettant ainsi de disputer son premier match avec la sélection A. Entré en jeu alors que le Portugal perdait 2 buts à 1, le Portugal s'impose finalement 3 buts à 2, et si le héros fut Cristiano Ronaldo (auteur d'un triplé), la justesse technique de William durant ces 17 minutes passées sur le terrain fut appréciable pour son équipe.
Continuant son excellent début de saison 2013-2014, après avoir été élu meilleur jeune joueur les deux mois précédents, il est une nouvelle fois élu meilleur joueur du championnat portugais pour les mois d'octobre et novembre 2013. Il ne s'arrête pas là puisqu'il est de nouveau élu meilleur joueur du championnat portugais pour le mois de décembre 2013.
Il joue son premier match en tant que titulaire de la Selecção le 5 mars 2014 lors d'un match amical contre le Cameroun (score final 5-1). Auteur de très bonne performance tout au long du match, il sort finalement à la 75e minute pour céder sa place à Miguel Veloso.
Réalisant une saison 2013-2014 phénoménale, il est élu 4 mois consécutifs meilleur joueur du mois du championnat. Ses performances suscitent ainsi l'intérêt de nombreux grands clubs européens tels que Manchester United, le Real Madrid, l'Inter Milan, la Juventus de Turin, Manchester City, Arsenal, Chelsea et le FC Barcelone… Les Red Devils sont même allés observer le joueur à de nombreuses reprises tout au long du championnat et semblent très intéressés de recruter une troisième pépite au Sporting après Cristiano Ronaldo et Nani.
Récompensant sa saison remarquable où le Sporting termine sur la deuxième marche du podium derrière Benfica, William Carvalho figure dans la liste des 23 joueurs portugais convoqués pour le mondial 2014.
Malgré le départ de l'entraîneur Leonardo Jardim à l'AS Monaco durant l'été 2014, le nouvel entraîneur du Sporting, Marco Silva, lui accorde du temps de jeu. Auteur de bonnes performances sur le terrain, William gagne sa place de titulaire et jouera 42 matchs avec le club lisboète sur la saison 2014-2015. Bien que réalisant une saison satisfaisante, le club termine la saison sur la troisième marche du podium derrière le FC Porto et le SL Benfica. Se qualifiant alors pour la Ligue des Champions, William Carvalho remporte son premier titre national avec le Sporting Portugal en Mai 2015 grâce à la victoire du club en finale de la Coupe du Portugal face au Sporting Braga. 
William est alors retenu par Rui Jorge, sélectionneur des espoirs portugais, pour participer au Championnat d'Europe espoirs 2015 organisé en République Tchèque. Cependant, malgré une très nette domination portugaise tout au long du tournoi, la Seleção s'incline en finale face aux jeunes espoirs Suédois. 
Bien que vice-champion d’Europe espoirs, William Carvalho est désigné par l'UEFA meilleur joueur du tournoi.
Fraichement désigné meilleur joueur de l'Euro espoir 2015, William Carvalho rentre à Lisbonne avec une fracture du tibia due au stress le rendant indisponible pour la reprise du championnat portugais en août 2015. L'indisponibilité de William pour la reprise du championnat portugais suscitera alors des tensions entre la direction du club et la Fédération portugaise de football.
Dès son retour aux entraînements, William bénéficiera de la confiance du nouvel entraîneur Jorge Jesus conscient de ses qualités techniques et tactiques. William redevient alors rapidement titulaire participant ainsi à 30 matchs et inscrivant un total de trois buts sur la saison 2015-2016.

#### Real Betis
William Carvalho est transféré au Real Betis en juillet 2018 avec un contrat de cinq ans. Le club andalou paie une indemnité de 15 millions d'euros hors bonus pour obtenir 80% des droits sportifs du joueur.
En septembre 2022, son contrat est prolongé jusqu'en juin 2026.
Titulaire en début de saison 2024-2025, William Carvalho se blesse le 13 septembre 2024 contre le CD Leganés lors de la cinquième journée de Liga. Atteint d'une rupture du tendon d'Achille droit, il est contraint à plusieurs mois d'absence. Il fait son retour en fin de saison. En juillet 2025, son contrat est résilié un an avant son terme. Avec 223 rencontres disputées, Carvalho est le non-Espagnol ayant disputé le plus de matchs sous le maillot sévillan.

#### CF Pachuca
Une semaine après son départ du Real Betis, William Carvalho est recruté par le club mexicain du CF Pachuca.

### Équipe nationale
Bien que joueur junior de la Seleção portugaise, William Carvalho est approché par la fédération angolaise de football pour porter les couleurs des Palancas Negras de l'Angola, pays d'origine de sa famille qui l'a vu naître. 
Reconnaissant de l'intérêt suscité par la fédération de son pays d'origine à son égard, William Carvalho rejette l'invitation de la fédération angolaise préférant ainsi porter les couleurs de son pays d'adoption, le Portugal. William ne se considère pas comme Angolais mais comme un citoyen portugais issu de l'immigration et de culture africaine. Il n'est d'ailleurs jamais retourné en Angola depuis l'âge de deux ans.
William Carvalho connaît sa première sélection en A avec la Seleção le 19 novembre 2013, lors des matchs de barrages pour le mondial 2014 opposant le Portugal à la Suède. C'est à la 73e minute de jeu que William Carvalho fit son entrée en remplacement de Raul Meireles.
Bien que n'ayant joué qu'à deux reprises sous les couleurs de la Seleção, le sélectionneur de l'époque Paulo Bento, le sélectionne dans le groupe des vingt-trois pour représenter le Portugal lors de la Coupe du monde 2014 au Brésil. Lors de cette phase finale de coupe du monde, William Carvalho réalisera notamment deux prestations remarquées face aux équipes des États-Unis d’Amérique et du Ghana (groupe G).
En raison des bonnes performances réalisées tout au long de la saison au Sporting Portugal, William Carvalho est logiquement convoqué par le sélectionneur portugais Fernando Santos pour intégrer le groupe des 23 joueurs de la Seleção lors de l'Euro 2016 en France. Non titulaire lors des différents matchs de préparation ainsi que lors du premier match de poule, Fernando Santos lui préfère son homologue portuan, Danilo Pereira. Cependant, bien qu'ayant conclu le premier match de poule contre Islande sur un match nul (1-1), Fernando Santos décide de titulariser William au poste de milieu défensif dès le deuxième match de poule opposant la Seleção portugaise face à l'Autriche. Auteur de très bonnes performances pendant les 90 minutes de jeu, William Carvalho a gagné sa place de titulaire au détriment de Danilo Pereira auteur de nombreuses fautes sur le terrain. William enchaîne ainsi quatre matchs en tant que titulaire mais se verra suspendu pour le match de demi-finale opposant le Portugal au Pays de Galles de Gareth Bale. Cette suspension fait suite aux nouvelles règles des cartons imposées par l'UEFA. Titulaire de deux cartons jaunes depuis le début de la complétion, William était donc l'impossibilité de disputer le match des demi-finales. Fernando Santos a donc choisi Danilo Pereira pour occuper le poste de milieu défensif lors des demi-finales. Bien qu'ayant réalisé de belles performances lors du match des demi-finales opposant le Portugal au Pays de Galles, Danilo Pereira n'est pas aligné lors de la finale de l'Euro opposant la Seleção au pays hôte, la France. Un an après avoir participé à la finale de l'Euro des espoirs en 2015, William est titulaire avec les A lors de la finale de l'Euro 2016. Au Stade de France, William Carvalho a ainsi contribué avec l'ensemble du collectif portugais à mener la Seleção vers son premier titre international en s'imposant sur le score de 1-0 sur un but d'Éder.
Titulaire indiscutable à son poste de milieu défensif en équipe nationale, Fernando Santos, le convoque à nouveau pour les éliminatoires (groupe B) en vue de la Coupe du monde 2018 organisée en Russie. Malgré une première défaite contre la Suisse, la Seleção et William Carvalho parviennent à remporter leurs trois derniers matchs sur des scores importants. La Seleção inscrit alors 16 buts en trois matchs (6-0 contre Andorre, 6-0 contre les Îles Féroé et 4-1 contre la Lettonie) dont un de William Carvalho (le 13 novembre 2016 contre les lettons) qui signe son premier but international avec le Portugal.
L'année suivante il dispute la Coupe des confédérations 2017 où les portugais finiront à la troisième place puis enchaîne avec la Coupe du monde 2018 en Russie. L'année suivante, il participe à la Ligue des Nations 2019 qu'il remporte avec le Portugal puis participe à l'Euro 2020. 
Le 10 novembre 2022, il est sélectionné par Fernando Santos pour participer à la Coupe du monde 2022. 

## Statistiques
| Saison                | Club                  | Championnat           | Championnat | Championnat | Coupe nationale | Coupe nationale | Coupe de la Ligue | Coupe de la Ligue | Supercoupe | Supercoupe | Compétition(s) continentale(s) | Compétition(s) continentale(s) | Compétition(s) continentale(s) | Total | Total |
| Saison                | Club                  | Division              | M.          | B.          | M.              | B.              | M.                | B.                | M.         | B.         | Comp.                          | M.                             | B.                             | M.    | B.    |
| 2010-2011             | Sporting CP           | D1                    | 1           | 0           | 0               | 0               | -                 | -                 | -          | -          | C3                             | -                              | -                              | 1     | 0     |
| 2013-2014             | Sporting CP           | D1                    | 29          | 4           | 1               | 0               | 3                 | 0                 | -          | -          | -                              | -                              | -                              | 33    | 4     |
| 2014-2015             | Sporting CP           | D1                    | 30          | 1           | 5               | 0               | -                 | -                 | -          | -          | C1+C3                          | 7                              | 0                              | 42    | 1     |
| 2015-2016             | Sporting CP           | D1                    | 27          | 2           | 3               | 1               | 1                 | 0                 | -          | -          | C3                             | 5                              | 0                              | 36    | 3     |
| 2016-2017             | Sporting CP           | D1                    | 32          | 2           | 3               | 0               | 2                 | 0                 | -          | -          | C1                             | 6                              | 0                              | 43    | 2     |
| 2017-2018             | Sporting CP           | D1                    | 24          | 0           | 1               | 0               | 4                 | 0                 | -          | -          | C1+C3                          | 5+4                            | 0                              | 38    | 0     |
| Sous-total            | Sous-total            | Sous-total            | 143         | 10          | 13              | 1               | 10                | 0                 | -          | -          | -                              | 27                             | 0                              | 193   | 11    |
| 2011-2012             | CD Fátima (prêt)      | D3                    | 13          | 3           | -               | -               | -                 | -                 | -          | -          | -                              | -                              | -                              | 13    | 3     |
| 2011-2012             | Cercle Bruges (prêt)  | D1                    | 19          | 1           | 0               | 0               | -                 | -                 | -          | -          | -                              | -                              | -                              | 19    | 1     |
| 2012-2013             | Cercle Bruges (prêt)  | D1                    | 28          | 2           | 4               | 0               | -                 | -                 | -          | -          | -                              | -                              | -                              | 32    | 2     |
| Sous-total            | Sous-total            | Sous-total            | 47          | 3           | 4               | 0               | -                 | -                 | -          | -          | -                              | -                              | -                              | 51    | 3     |
| 2018-2019             | Betis Séville         | Liga                  | 30          | 0           | 6               | 0               | -                 | -                 | -          | -          | C3                             | 7                              | 0                              | 43    | 0     |
| 2019-2020             | Betis Séville         | Liga                  | 13          | 0           | -               | -               | -                 | -                 | -          | -          | -                              | -                              | -                              | 13    | 0     |
| 2020-2021             | Betis Séville         | Liga                  | 27          | 2           | 3               | 0               | -                 | -                 | -          | -          | -                              | -                              | -                              | 30    | 2     |
| 2021-2022             | Betis Séville         | Liga                  | 33          | 2           | 8               | 2               | -                 | -                 | -          | -          | C3                             | 8                              | 0                              | 49    | 4     |
| 2022-2023             | Betis Séville         | Liga                  | 33          | 3           | 2               | 1               | -                 | -                 | 1          | 0          | C3                             | 7                              | 0                              | 43    | 4     |
| 2023-2024             | Betis Séville         | Liga                  | 22          | 1           | 2               | 0               | -                 | -                 | -          | -          | C3+C4                          | 4+2                            | 0+0                            | 30    | 1     |
| 2024-2025             | Betis Séville         | Liga                  | 14          | 0           | 0               | 0               | -                 | -                 | -          | -          | C4                             | 1                              | 0                              | 15    | 0     |
| Sous-total            | Sous-total            | Sous-total            | 172         | 8           | 21              | 3               | -                 | -                 | 1          | 0          | -                              | 29                             | 0                              | 223   | 11    |
| 2025                  | CF Pachuca            | Liga MX               | -           | -           | -               | -               | -                 | -                 | -          | -          | -                              | -                              | -                              | 0     | 0     |
| Total sur la carrière | Total sur la carrière | Total sur la carrière | 375         | 24          | 38              | 4               | 10                | 0                 | 1          | 0          | -                              | 56                             | 0                              | 480   | 28    |

## Palmarès

### En club
Sporting CP
- Championnat du Portugal
  - Vice-champion : 2014 et 2016
- Coupe du Portugal
  - Vainqueur : 2015

 Cercle Bruges
- Coupe de Belgique
  - Finaliste : 2013

 Betis Séville
- Coupe d'Espagne
  - Vainqueur en 2022

### En sélection
Portugal espoirs
- Championnat d'Europe espoirs
  - Finaliste : 2015

 Portugal
- Championnat d'Europe
  - Vainqueur : 2016
- Ligue des nations
  - Vainqueur : 2019

## Palmarès individuel
- Meilleur joueur de l'Euro espoirs 2015
- Prix LFPP Jogador Revelação (Joueur Révélation de l'année) 2013-2014
- Meilleur jeune joueur du Championnat du Portugal (Août, Septembre, Octobre, Novembre 2013, Mars 2014, Avril 2014)
- Meilleur joueur du Championnat du Portugal (Octobre, Novembre et Décembre 2013, Mars 2014)
- Vainqueur du prix « PRÉMIOS NOVOS 2014 » dans la catégorie "Sport" (devant le tennismen João Sousa et le cycliste Rui Costa)
- Joueur révélation de l'année du Sporting (saison 2013-2014)
- Meilleur footballeur de l'année du Sporting (saison 2013-2014)